# Santos Blanco
Santos Blanco López (27 de noviembre de 1971-Gijón, 14 de junio de 2018) fue un cantante y bailarín español, conocido mundialmente por haber integrado el grupo de electropop español Loco Mía entre 1991 y 1993. Fue parte de la formación que se presentó en el festival Viña del Mar 92'.

## Biografía
Santos Blanco comenzó como monaguillo hasta que su madre lo apuntó a una academia de baile a los 11 años. A los 19 años, ya estaba en el elenco de bailarines de la obra de Lina Morgan Celeste no es un color, que se estrenó el 7 de noviembre de 1991 en el Teatro La Latina de Madrid. 
Tras su marcha del grupo Santos siguió con la música y el baile en Mallorca hasta que su padre enfermó, según ha contado su hermana. Cuando éste murió decidió abandonar el mundo del espectáculo. 

### Etapa enLoco Mía
Poco después de estrenarse en la obra, en las Navidades de ese mismo año fue llamado para formar parte de Locomía en sustitución de Juan Antonio Fuentes. En febrero de ese mismo año, Blanco ya hizo la gira americana, además de la promoción en España del single "Magia Negra". Su primera presentación oficial fue en el XXXIII Festival Internacional de la Canción de Viña del Mar de 1992, donde el grupo fue aclamado.
Aprovechando esta situación de reemplazar al tour mánager Manuel Gil, quien no podía por problemas de agenda, Xavier Font convenció al grupo para separarse de la compañía que les había lanzado (FTI) y establecerse por su cuenta, lo que dio lugar a una demanda por parte de esta por flagrante incumplimiento de contratos y a una cancelación de la gira en México que estaba planeada para agosto y la grabación de un nuevo disco previsto para 1993. Eso puso punto y final al grupo y que cada integrante decidiera continuar su camino de forma independiente.

### Carrera fuera del grupo y breve reunificación
A partir de 1993 Santos vuelve a trabajar como bailarín de acompañamiento para artistas como Norma Duval y para programas de televisión como Verano de estrellas, Noche espectacular o ¿Qué apostamos?. En 1994, Manuel Arjona Velasco hizo el intento de montar un trío musical junto a Santos Blanco y María Ángeles, una bailarina pero el proyecto no llegó a fraguar.
En 1999, Santos volvería a formar parte del grupo reunido, grabando un sencillo titulado Samba Pasión en tres versiones diferentes. Pero al poco de llegar, Santos dejó la formación por la llegada de Juan Antonio Fuentes. 
Ya, a partir dl 2000, Santos continúa como bailarín en el ballet de Sally O' Neal o Malena Gracia o para la serie de televisión Paco y Veva en 2004.

## Muerte
Desvinculado del mundo del espectáculo, vivía en el más absoluto anonimato y, según la versión de su familia, había destinado la última etapa de su vida a los demás. En junio de 2018, llega a Gijón y tres días después de haberse hospedado en el Albergue Covadonga, lo encontraron muerto en su habitación. Los servicios sanitarios solo pudieron certificar su muerte a causa de un trombo pulmonar.